# 津波石

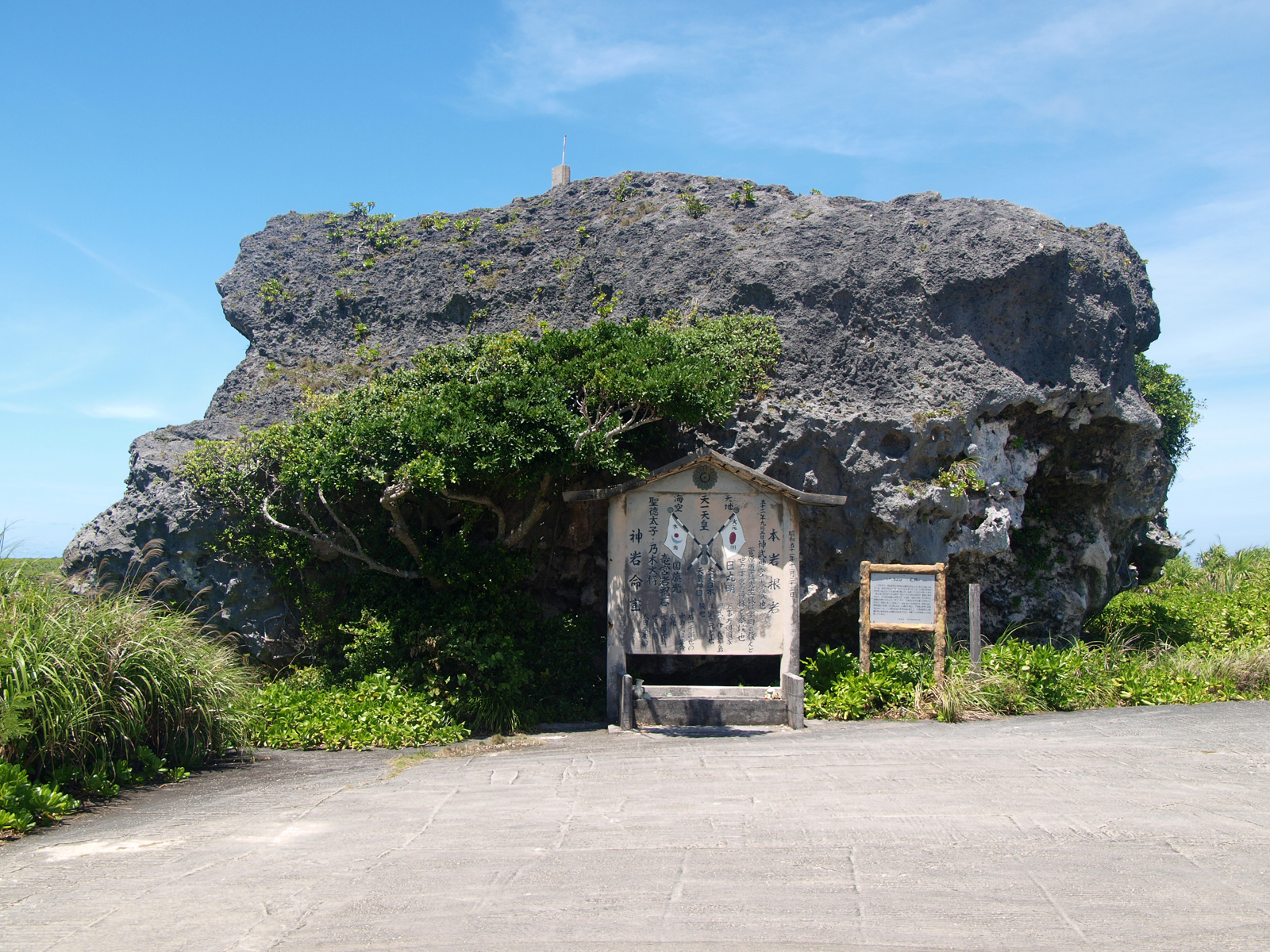
下地島の帯岩（宮古島市）

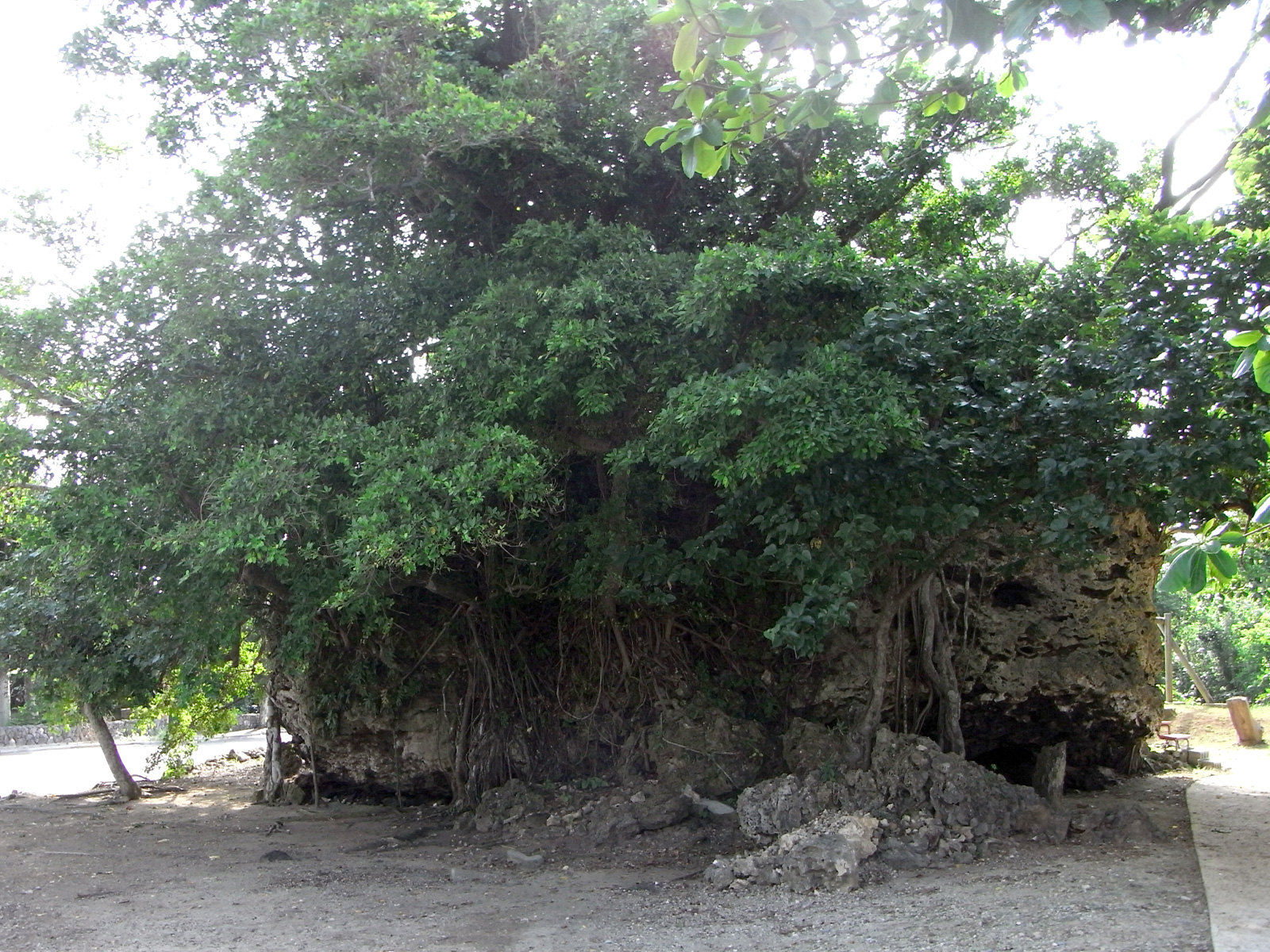
石垣島大浜の津波大石（つなみうふいし）（石垣市）

津波石（つなみいし）は、津波によって岸に打ち上げられた大岩である。

## 概要
津波は大きなエネルギーを有しており、その押し波は高い水圧で海中の巨石などを運び、強い水流によって陸地の内部にまで運ばれる。特に、亜熱帯・熱帯地方の沿岸部では、サンゴ礁が石化してサンゴ石灰岩が形成され、潮汐による浸食を受けてキノコ状の岩礁になったり、岩塊となって海中に点在しているものが多数ある。これらは、比較的もろく比重も小さいため、津波によって一部が分離し、陸に打ち上げられやすい。
琉球諸島の巨礫は堆積の状況によって以下の3種に類別される。
1. 砂丘に至るまでのリーフや海岸に位置するもの（on the reef and coast up to the sand dunes）
2. 砂丘より陸地側の低地に位置するもの（on the lowlands landward of the sand dunes）
3. 高い崖上に位置するもの（on the high cliff tops）

これらの岩塊は大きさの割に比重が低いため、津波だけでなく台風などによる高波でも陸に打ち上げられることがある。台風によって打ち上げられた石は台風石と呼ばれる。巨礫が津波起源のもの（津波石）なのか台風の高波起源のもの（台風石）なのかは内陸方向への移動距離で識別することができる。
モデル化
野路ら(1993)は、1771年明和大津波を例として移動した岩塊、津波波高（水深）、流速などの関係を整理し数理モデル（津波石移動モデル）を発表している。この理数モデルは今村などにより改良され、発見された津波石から津波や地震の規模を推定することが可能になる。

### 年代判別
海面下の岩石が移動し打ち上げられ満潮線よりも高い位置に移動した場合には、表面に付着しているサンゴ、貝類などの活動が停止するため放射性炭素年代測定を行う事で津波が生じた年代を求める事が可能になる。

## 津波石の例

### 沖縄県
沖縄県の先島諸島の海岸や内陸には津波石が多く残っている。1771年（明和8年）に起きた八重山地震の津波（明和の大津波）によって海岸に運ばれたり、陸に打ち上げられたと伝えられているものも多く、「高こるせ石」のようにそれが科学的に検証されたものもある。一方、近年の研究により、先島地方では明和の大津波以前にも約600年間隔で津波が発生していたことが明らかになっており、「津波大石」のように、実際には明和の大津波以前の津波によって打ち上げられたものも多いと見られている。
宮古諸島の下地島には、「帯岩」と呼ばれる高さ約12.5メートル、周囲約59.9メートル、重量2,500トンから2万トンともされている巨岩が残り、信仰の対象となっている。また、伊良部島から下地島にかけての佐和田の浜にも、遠浅の浜に巨岩が点在し独特の景観を作りだしている。宮古島の東平安名岬でも、岬の台地上や付近の海岸に多数の大岩が点在している。
八重山諸島の石垣島東海岸にある津波石群は、2013年3月27日付で「石垣島東海岸の津波石群」の名称で天然記念物に指定された。当初、指定対象となった津波石は、大浜の「津波大石」（つなみうふいし）、大浜の「高こるせ石」、伊野田の「あまたりや潮荒」（あまたりやすうあれ）、平久保半島安良にある「安良大かね」（やすらうふかね）の計4つで、2013年10月17日付で伊原間の「バリ石」が追加指定されている。当初指定された4つの津波石のうち、大浜の崎原公園にある「津波大石」は長径12.8m、短径10.4m、高さ5.9mの大石で、研究の結果、この石は八重山地震ではなく、約2000年前の津波によって打ち上げられたものと考えられている。一方、他の3つは明和の大津波によって移動したとの記録がある。また、追加指定された「バリ石」も明和の大津波によって移動したと推定されている。津波石の多くはサンゴ石灰岩であるが、「安良大かね」は流紋岩で、鉄分を多く含んでおり赤く見える。

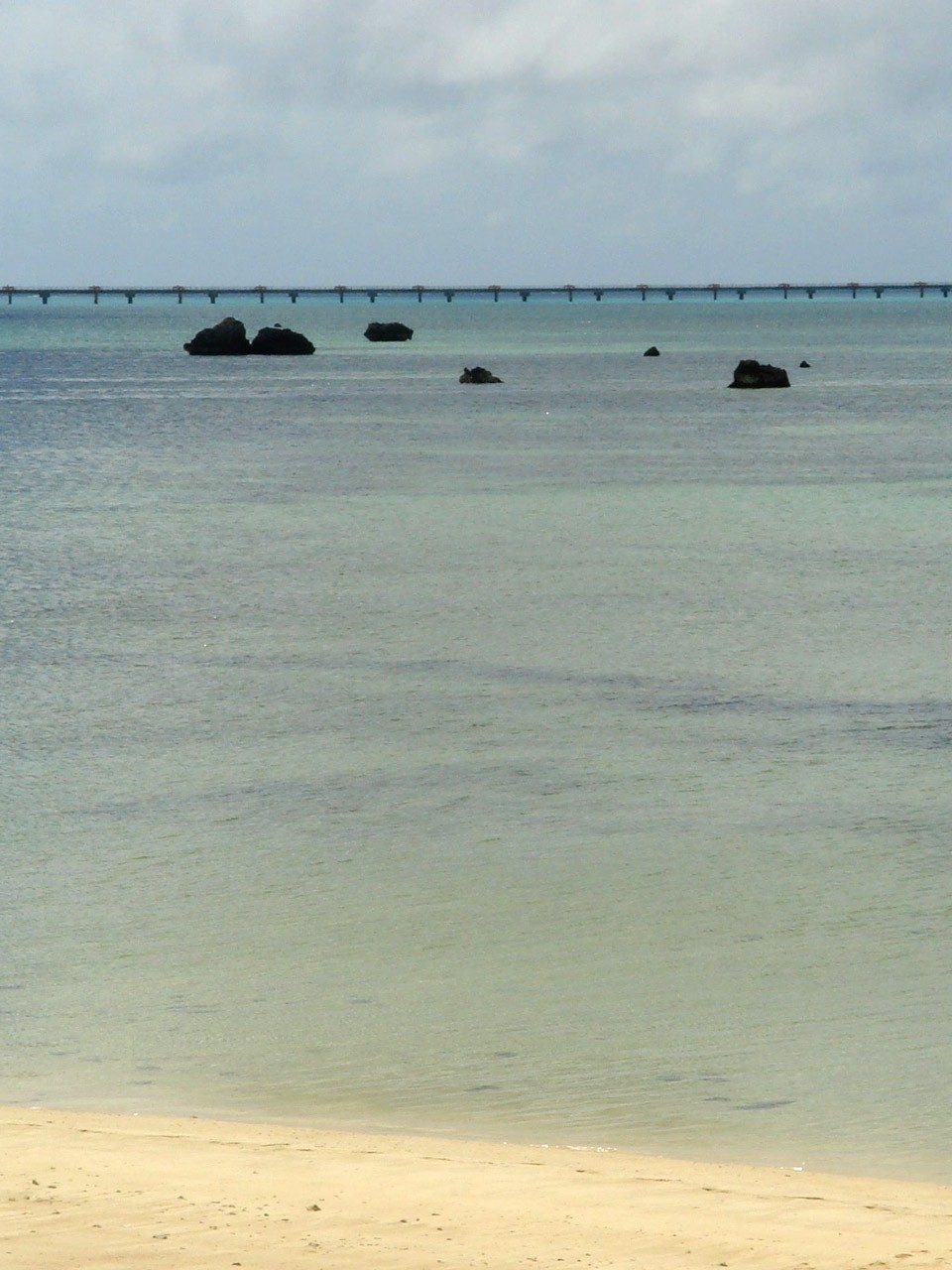
佐和田の浜
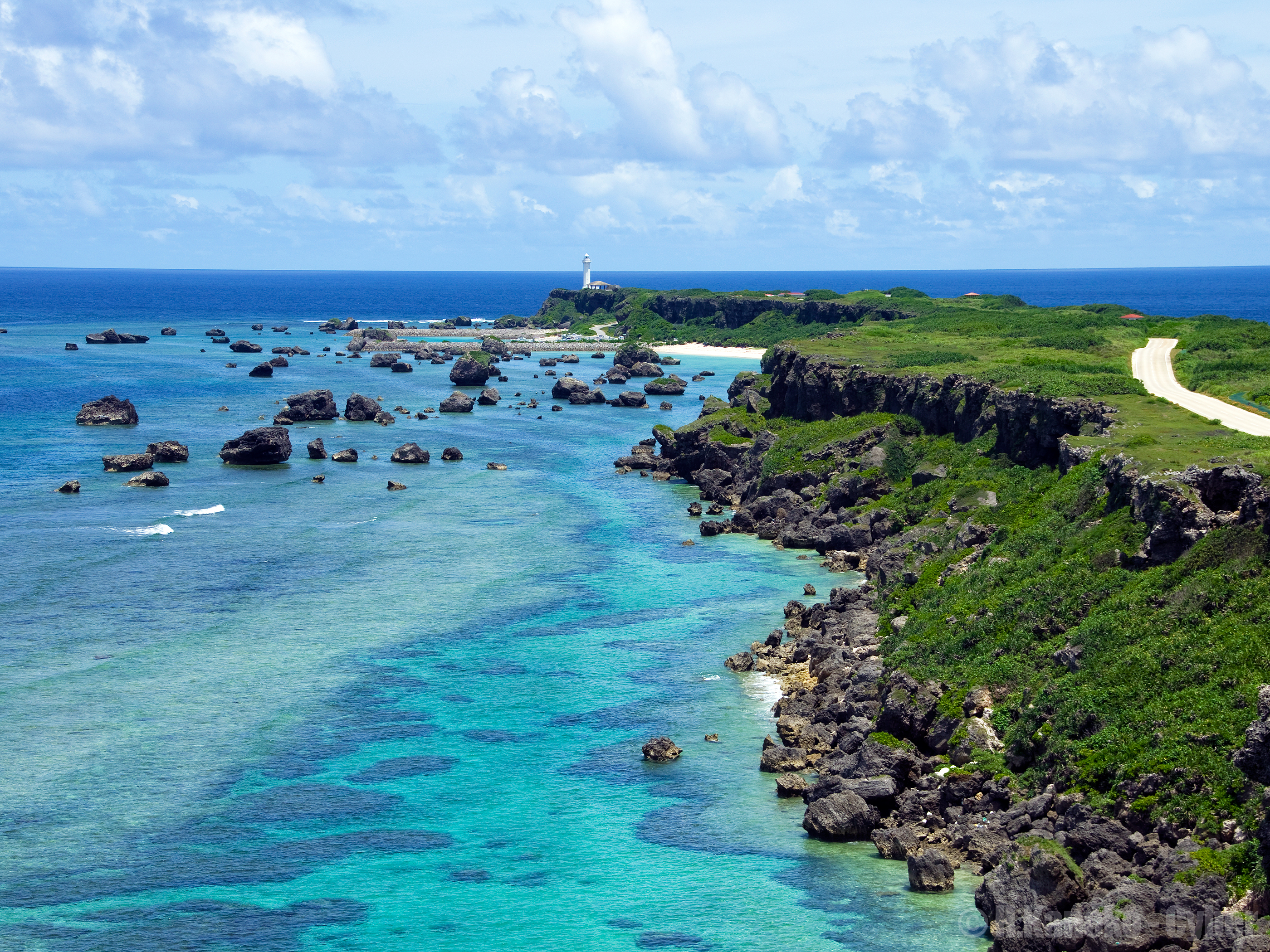
東平安名岬
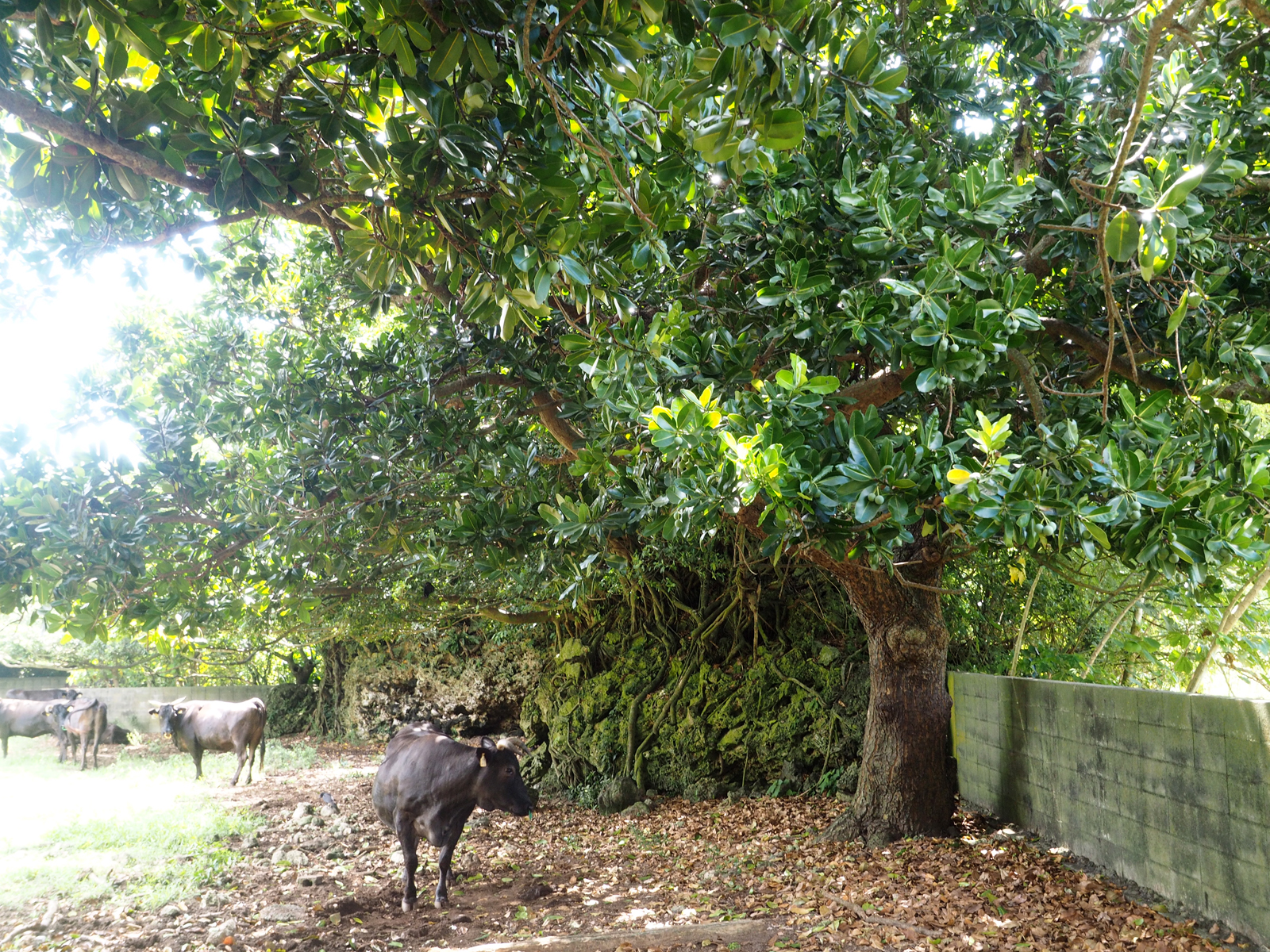
高こるせ石
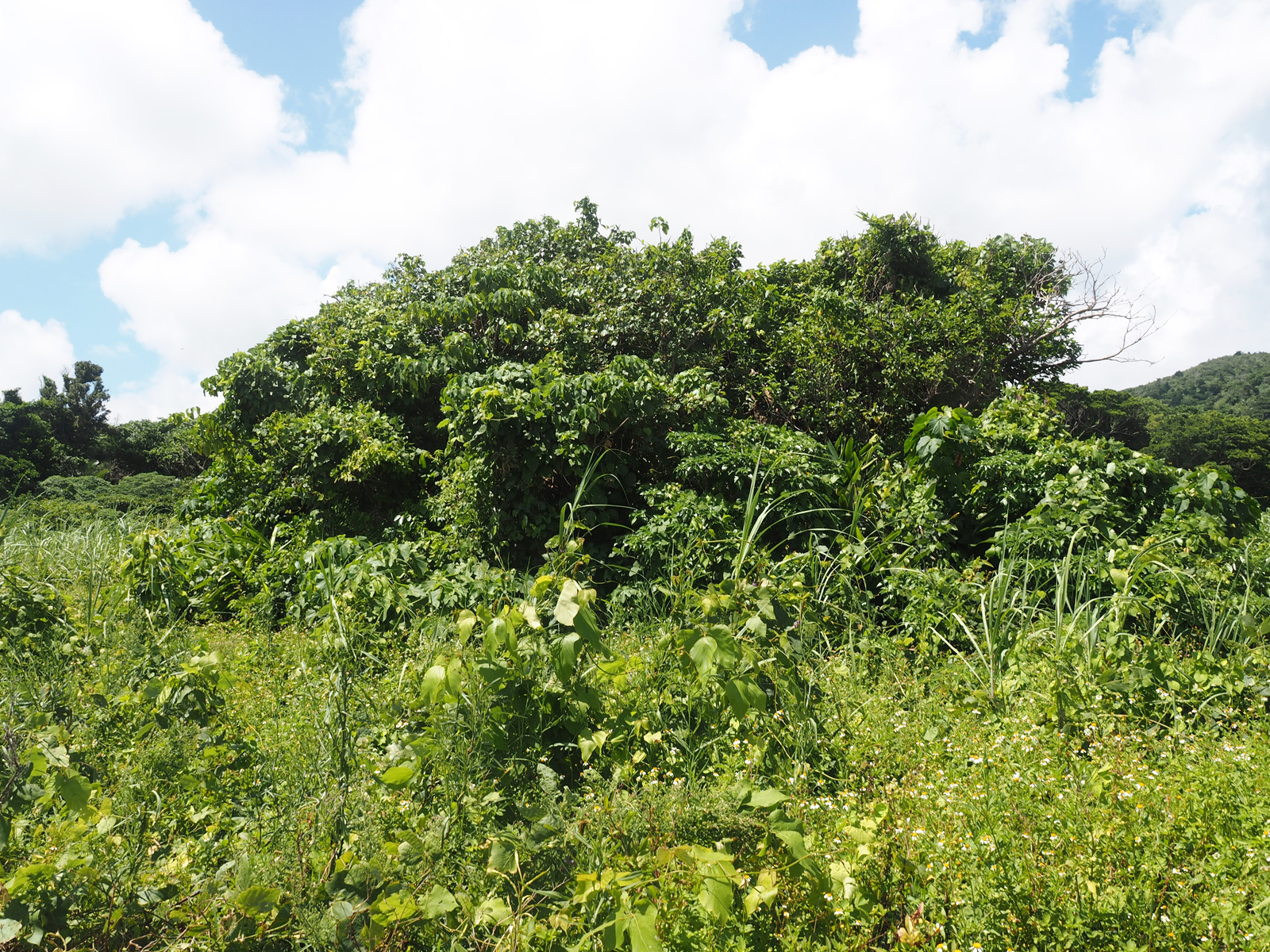
あまたりや潮荒
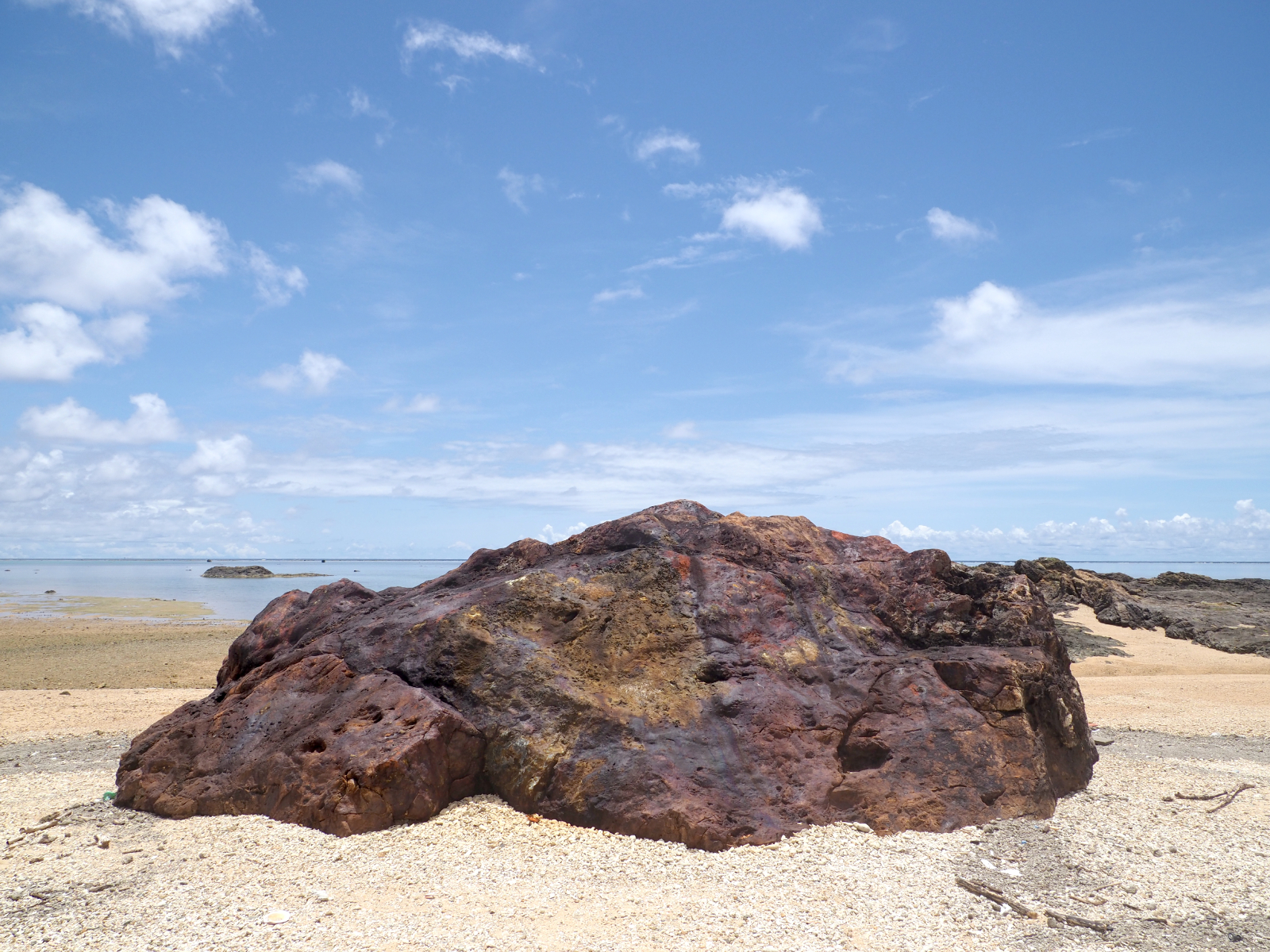
安良大かね

### 岩手県
津波石が打ち上げられるのは亜熱帯や熱帯ばかりではない。岩手県田野畑村の羅賀地区の海岸から約360mの地点には、1896年の明治三陸地震の津波で運ばれた2つの津波石がある。また、岩手県大船渡市三陸町吉浜の海岸から約200mの地点には、1933年の昭和三陸地震の津波で運ばれた幅3.7m、奥行き3.1m、高さ2.1m、重さ約30tの石があり、「津波記念石」、「昭和八年三月三日ノ津波ニ際シ打上ゲラレタルモノ」等の文字が刻まれている。
2011年3月11日に発生した東北地方太平洋沖地震の津波でも、岩手県宮古市田老地区の摂待川河口から約470mの地点に、幅約6m、奥行き及び高さ各約4m、重さ推定140tの巨石が運ばれた例がある。

### その他
和歌山県串本町には、東南海地震・南海地震で生じたものがある。
近年の例では、2004年のスマトラ島沖地震で生じたことが報告されている。また、2011年の東北地方太平洋沖地震では、上述のとおり岩手県で発生したほか、宮城県でも発生している。